# 全州话
全州話，是通行於廣西全州縣的一種漢語族語言。具體係屬存在爭議，但其與零陵、東安、灌陽、興安等地的「官話」相似度很高。

## 石塘音系
依據钟奇所著《湘语音韵格局的研究》，全州縣石塘鎮湘语音系如下所示：

### 声母
共27个：
- p帮波杯
- ph怕飘配
- b排步白
- m民门眉
- t多低带
- th听天拖
- d抬袋笛
- l蓝男泥
- ts再种眨
- tsh草吹擦
- dz柴在杂
- s四是时
- z自字
- tɕ猪颈张
- tɕh出唱去
- dʑ钱钳长
- ɕ先手神
- tʃ记鸡
- tʃh气
- dʒ期齐
- ʃ石西
- ʒ日十
- k鬼桂减
- kh苦开空
- g葵柜跪
- x飞灰扶
- Ø银黄我爱

注1：斜体表示该字有异读，下同；原文标为下划线。

### 韵母
共33个：
- ʅ鸡棋日
- ɿ四事是
- i梨皮接
- u扶木肉
- y女猪去
- a爬下杂
- ia家下跨
- ua发花跨
- o喝盒脱
- io嚼脚药
- ie扯茄热
- ye雪绝血
- ɯ黑白贼
- ə去二
- ai带牌街
- uai怪快
- ei杯梅
- uei回国活
- au考脑好
- iau鸟飘照
- əu头楼狗
- iəu油周牛
- iẽ钱展见
- yẽ船全鲜
- iŋ金平城
- yŋ云群
- eiŋ门生冷
- aŋ帮男寒
- iaŋ想长上
- uaŋ黄烦玩
- oŋ工共中
- ioŋ穷雄
- m̩□（～妈：妈妈）

### 声调
共5个：
- 阴平312 高专天
- 阳平213 穷皮杂
- 上声45  古五以
- 去声24  盖近共
- 入声33  八劈笔